# Trois pas dans le silence
Albums de Herbert Léonard
Tel quel
(1969) 16 grands succès
(1977)
Trois pas dans le silence est un album d'Herbert Léonard écrit et arrangé par Gérard Manset, sorti en 1971, ainsi que le titre de l'une des chansons de cet album.

## Liste des titres
1. Du blé, du jonc, des radis (3 min 05 s)
2. Essayez de me comprendre (7 min 17 s)
3. Oh ! Annie (4 min 15 s)
4. Trois pas dans le silence (3 min 05 s)
5. Du courage (3 min 12 s)
6. Mon amour d'hier (2 min 50 s)
7. Merci (2 min 48 s)
8. O.K. (2 min 22 s)
9. Notre histoire (4 min 10 s)
10. Méditerranée (2 min 59 s)